# The Infotainment Scan
Az 1993-as The Infotainment Scan a The Fall nagylemeze. A brit albumlistán a 9. helyen debütált, sokan az együttes legsikeresebb albumának tartják. Szerepel az 1001 lemez, amit hallanod kell, mielőtt meghalsz című könyvben.

## Az album dalai
|     | Cím                                     | Szerző(k)                            | Hossz |
| --- | --------------------------------------- | ------------------------------------ | ----- |
| 1.  | Ladybird (Green Grass)                  | Mark E. Smith, Craig Scanlon         | 3:59  |
| 2.  | Lost in Music                           | Nile Rodgers, Bernard Edwards        | 3:49  |
| 3.  | Glam-Racket                             | Smith, Steve Hanley, Scanlon         | 3:12  |
| 4.  | I'm Going to Spain                      | Steve Bent                           | 3:27  |
| 5.  | It's a Curse                            | Smith, Scanlon                       | 5:19  |
| 6.  | Paranoia Man in Cheap Shit Room         | Smith, Scanlon                       | 4:27  |
| 7.  | Service                                 | Smith, Hanley, Scanlon               | 4:11  |
| 8.  | The League of Bald-Headed Men           | Smith, Hanley                        | 4:07  |
| 9.  | A Past Gone Mad                         | Smith, Dave Bush, Simon Wolstencroft | 4:19  |
| 10. | Light/Fireworks                         | Smith                                | 3:46  |
| 11. | Why Are People Grudgeful? (csak a CD-n) | Lee Perry, Joe Gibbs                 | 4:33  |
| 12. | League Moon Monkey Mix (csak a CD-n)    | Hanley, Rodgers, Smith               | 4:36  |

## Közreműködők
- Mark E. Smith – ének
- Craig Scanlon – gitár
- Steve Hanley – basszusgitár
- Simon Wolstencroft – dob
- Dave Bush – billentyűk

## Fordítás
Ez a szócikk részben vagy egészben a The Infotainment Scan című angol Wikipédia-szócikk ezen változatának fordításán alapul.  Az eredeti cikk szerkesztőit annak laptörténete sorolja fel. Ez a jelzés csupán a megfogalmazás eredetét és a szerzői jogokat jelzi, nem szolgál a cikkben szereplő információk forrásmegjelöléseként.